# Ford Maverick (2021)
Ford Maverick – samochód osobowy typu pickup klasy kompaktowej produkowany pod amerykańską marką Ford od 2021 roku.

## Historia i opis modelu

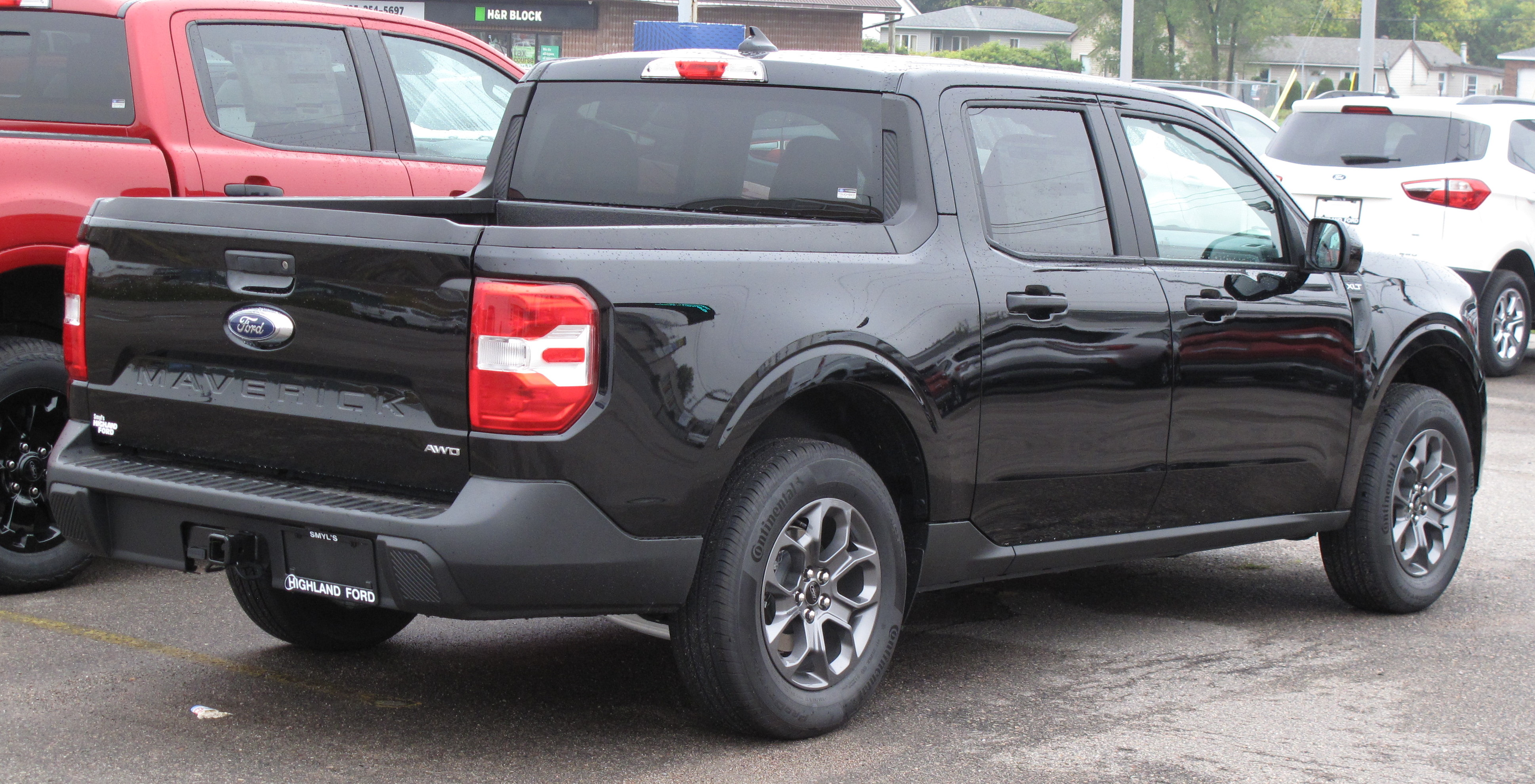
Ford Maverick XLT - tył

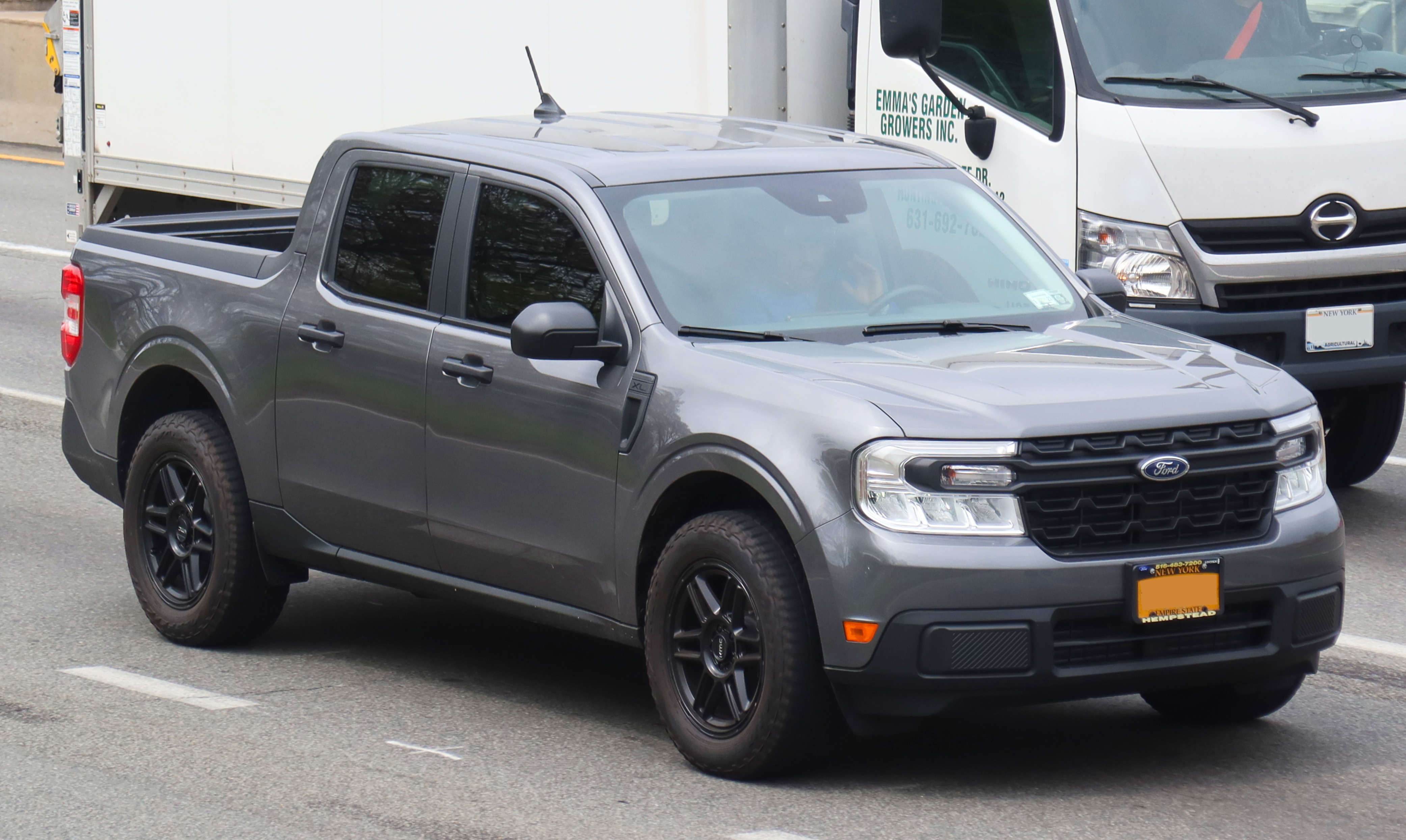
Ford Maverick XL

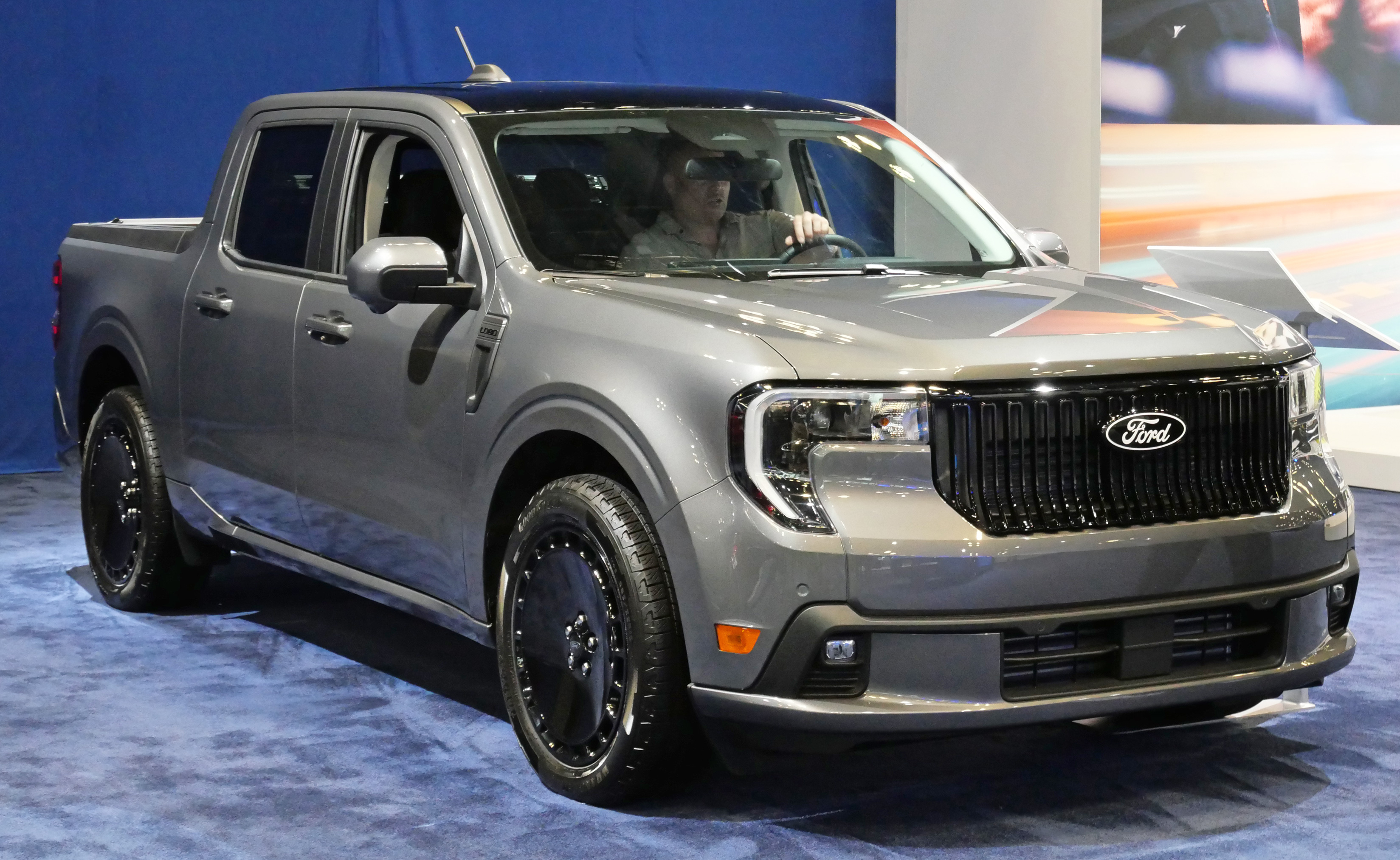
Ford Maverick po liftingu

Plany wprowadzenia do sprzedaży kompaktowego pickupa opartego na bazie czwartej generacji Forda Focusa producent po raz pierwszy ogłosił w styczniu 2019 roku, równocześnie z pojawieniem się na drodze pierwszych przedprodukcyjnych prototypów. W lipcu 2020 roku trafiło do internetu zdjęcie tylnej klapy z zakładów produkcyjnych, potwierdzając jednocześnie, że samochód otrzyma stosowaną już wielokrotnie dla różnych modeli nazwę Ford Maverick.
Oficjalna prezentacja pojazdu odbyła się w czerwcu 2021 roku. Ford Maverick uzupełnił tym samym ofertę amerykańskiego producenta jako czwarty i zarazem najmniejszy pickup w ofercie, plasujący się poniżej dotychczas pełniącego tę funkcję modelu Ranger. Samochód zyskał charakterystyczne, obłe proporcje z pasem przednim zdominowanym przez duże reflektory i chromowaną poprzeczkę ze znakiem firmowym. Przedział transportowy wyposażono w system FLEXBED pozwalający na gospodarowanie przestrzenią w zależności od przewożonych przedmiotów.
Kabina pasażerska utrzymana została w surowym wzornictwie łączącym kanciaste i zaokrąglone formy, z wielobarwnymi panelami oraz licznymi schowkami, włączając w to ten wygospodarowany pod uchylaną do góry kanapą drugiego rzędu siedzeń. Deskę rozdzielczą utrzymaną w poziomym układzie zdominował 8-calowy dotykowy wyświetlacz systemu multimedialnego Ford SYNC3 z funkcją łączności z systemem Apple CarPlay i Android Auto. W konsol centralnej znalazło się pokrętło automatycznej skrzyni biegów, a także port do bezprzewodowego ładowania smartfona.
Ford Maverick zadebiutował równolegle zarówno w wariancie benzynowym, jak i spalinowo-elektrycznej odmianie hybrydowej. Pracujący w cyklu Atkinsona układ rozwija moc 191 KM i 250 Nm maksymalnego momentu obrotowego, pozwalając na przejechanie 800 kilometrów na jednym tankowaniu i oferując średnie spalanie wynoszące w cyklu mieszanym ok. 5,9 l/100 kilometrów.

### Lifting
W sierpniu 2024 Ford Maverick przeszedł obszerną modernizację, która przyniosła przemodelowany pas przedni z innym projektem zderzaka, inaczej wypełnionym wlotem powietrza, a także mniejszymi powierzchniowo reflektorami z charakterystycznymi wcięciami. Wewnątrz zastosowano wyraźnie większy, dotyowy ekran systemu multimedialnego o przekątnej 13,2 cala z nową generacją systemu SYNC4. Hybrydowy wariant zyskał napęd na 4 koła, a także większy maksymalny uciąg.

### Sprzedaż
Ford Maverick produkowany jest w zakładach Forda w Meksyku obok m.in. modelu Bronco Sport z przeznaczeniem zarówno na rynki Ameryki Północnej, jak i Ameryki Południowej, gdzie uzupełnił lukę po wycofaniu podstawowego pickupa Courier w 2013 roku. Samochód wzbudził duże zainteresowanie wśród nabywców w Stanach Zjednoczonych, gdzie w ciągu tygodnia od prezentacji Mavericka Ford zebrał ponad 36 tysięcy zamówień. Początek dostaw egzemplarzy do nabywców w Ameryce Północnej wyznaczono na wrzesień 2021 roku, z kolei nabywcy m.in. Brazylii, Argentynie czy Urugwaju zaplanowano na początek 2022 roku.

### Silniki
- R4 2.0l EcoBoost Turbo
- R4 2.5l Duratec Hybrid